# C3orf18
C3orf18 (англ. Chromosome 3 open reading frame 18) – білок, який кодується однойменним геном, розташованим у людей на 3-й хромосомі. Довжина поліпептидного ланцюга білка становить 162 амінокислот, а молекулярна маса — 17 468.
| 10         |  | 20         |  | 30         |  | 40         |  | 50         |
| ---------- |  | ---------- |  | ---------- |  | ---------- |  | ---------- |
| MNSRTASARG |  | WFSSRPPTSE |  | SDLEPATDGP |  | ASETTTLSPE |  | ATTFNDTRIP |
| DAAGGTAGVG |  | TMLLSFGIIT |  | VIGLAVALVL |  | YIRKKKRLEK |  | LRHQLMPMYN |
| FDPTEEQDEL |  | EQELLEHGRD |  | AASVQAATSV |  | QAMQGKTTLP |  | SQGPLQRPSR |
| LVFTDVANAI |  | HA         |  |            |  |            |  |            |

A: Аланін

D: Аспарагінова кислота

E: Глутамінова кислота

F: Фенілаланін

G: Гліцин

H: Гістидин

I: Ізолейцин

K: Лізин

L: Лейцин

M: Метіонін

N: Аспарагін

P: Пролін

Q: Глутамін

R: Аргінін

S: Серин

T: Треонін

V: Валін

W: Триптофан

Задіяний у такому біологічному процесі, як альтернативний сплайсинг. 
Локалізований у мембрані.